# Мария Агредская
Мария Агредская, Мария Иисусова (исп. María de Jesús de Ágreda, собственно Мария Фернандес Коронель, 2 апреля 1602, Агреда, Сория — 24 мая 1665, там же) — испанская монахиня Ордена Непорочного Зачатия, духовная писательница, автор 14 книг, в том числе «Мистический град Божий» (изд. 1722). Процесс беатификации монахини был начат в 1673 и поныне не завершён.

## Биография
Родилась в еврейской семье, принявшей католичество. С детства имела видения, переживала состояния экстаза, отличалась суровым аскетизмом. В 25-летнем возрасте стала аббатисой францисканского монастыря в Агреде, основанного её родителями.

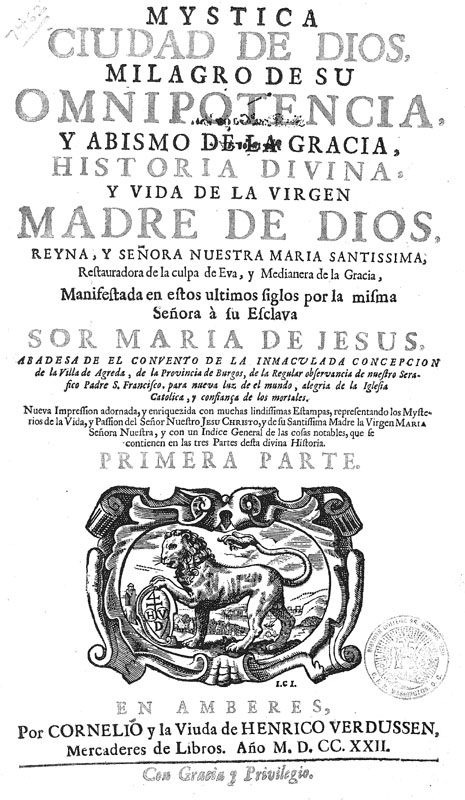
Фронтиспис книги «Мистический град Божий», Антверпен, 1722

## Сочинения

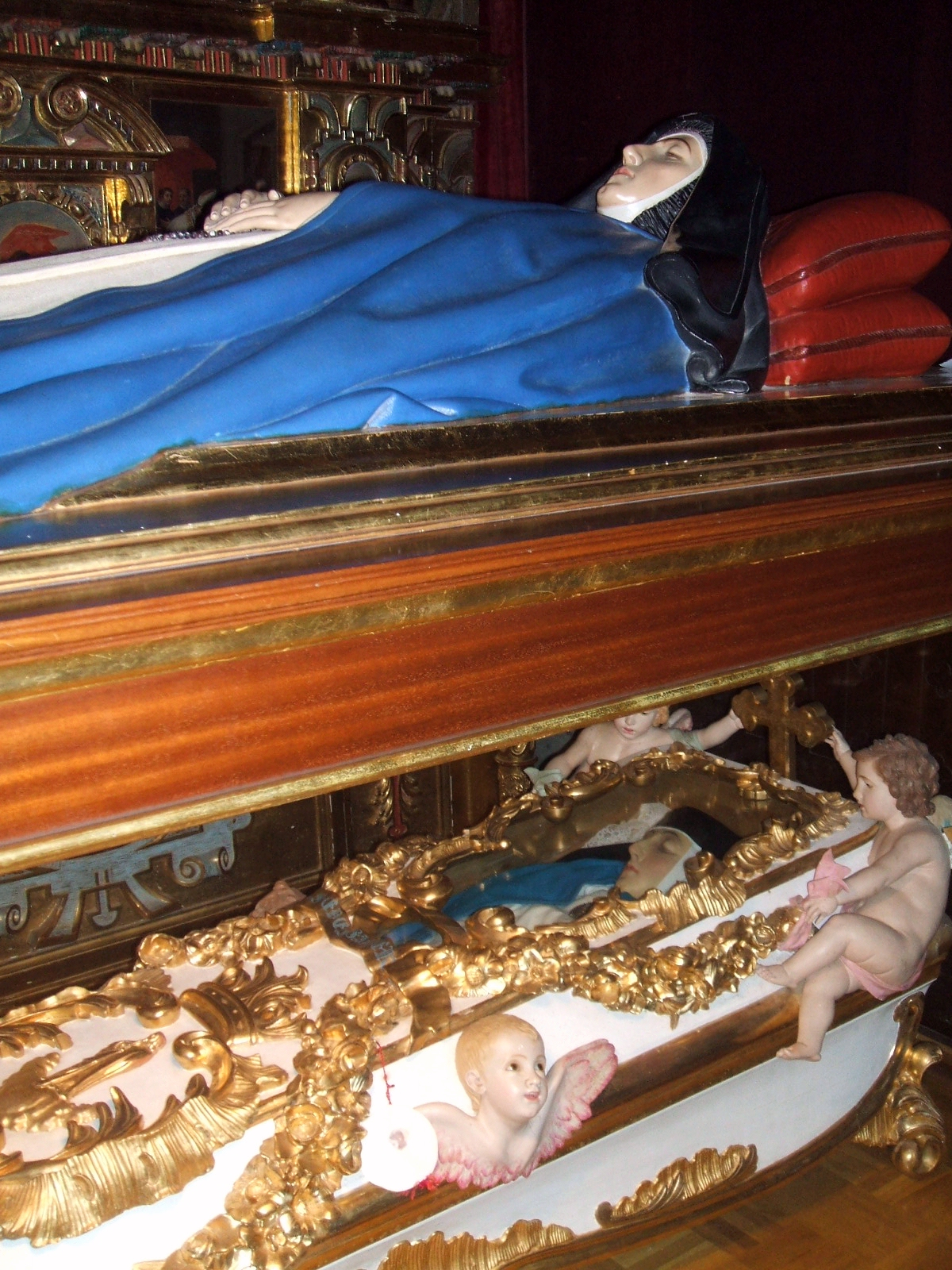
Изваяние (вверху) и мощи преподобной Марии Агредской в монастыре Непорочного Зачатия в Агреде

Автор мистических и аскетических сочинений, наиболее известное из которых, трактат «Мистический Град Божий» (опубл. 1670). Различные неверные истолкования писаний Марии привели к тому, что в августе 1681 года в Индекс запрещенных книг был помещен «Мистический Град Божий» из-за неверного перевода на французский язык, опубликованного в 1678 году. Размещение в списке запрещенных книг оказалось временным. Кроме того, известна её переписка с королём Филиппом IV по вопросам государственного управления.

## Память
О ней написан роман испанского прозаика Хавьера Сьерры (Javier Sierra) «Дама в синем» (2005, англ.пер. 2007).